# بژیشته
بژیشته (به صربی: Bežište) یک منطقهٔ مسکونی در صربستان است که در بلا پالانکا واقع شده‌است. بژیشته ۱۷۵ نفر جمعیت دارد.